# HD 106515
HD 106515 — тройная звезда в созвездии Девы на расстоянии приблизительно 354 световых лет (около 109 парсек) от Солнца. Возраст звезды определён как около 8,2 млрд лет.
Вокруг звезды обращается, как минимум, одна планета.

## Характеристики
Первый компонент (HD 106515A) — жёлтый карлик спектрального класса G5V, или G5, или K0V. Визуальная звёздная величина звезды — +7,97m. Масса — около 0,894 солнечной, радиус — около 0,936 солнечного, светимость — около 0,679 солнечной. Эффективная температура — около 5293 K.
Второй компонент (HD 106515B) — жёлтый карлик спектрального класса G8V, или K1V. Визуальная звёздная величина звезды — +8,201m. Масса — около 0,849 солнечной, радиус — около 0,893 солнечного, светимость — около 0,55 солнечной. Эффективная температура — около 5246 K. Орбитальный период — около -190,416 года. Удалён на 6,8 угловой секунды (около 390 а.е.).
Третий компонент (BD-06 3533) — жёлтый гигант спектрального класса G. Визуальная звёздная величина звезды — +10,46m. Радиус — около 9,84 солнечного, светимость — около 47,056 солнечной. Эффективная температура — около 5324 K. Удалён на 99,1 угловой секунды.

## Планетная система
В 2011 году группой астрономов было объявлено об открытии планеты HD 106515 Ab.
В 2019 году учёными, анализирующими данные проектов Hipparcos и Gaia, у звезды обнаружена планета HIP 59743 c.